# Christian Meier (aktor)
Christian Meier (ur. 23 czerwca 1970 w Limie) – peruwiański aktor i piosenkarz.

## Życiorys
Urodził się jako najmłodsze z trojga dzieci pochodzącego z Niemiec biznesmena Antonio Meiera oraz ex-Miss Peru i Miss Universe '57 Gladys Zender. W dzieciństwie pracował w myjni samochodowej. Mając dwanaście lat występował z zespołem popowym. W latach 1987–1993 należał do sławnego w Peru zespołu rockowego Arena Hash, gdzie grał na instrumentach klawiszowych. Po ukończeniu szkoły średniej, w 1992 roku studiował projektowanie grafiki. W 1993 roku pojawił się na cztery minuty w programie El Angel Vengador: Caligula, a rok potem zadebiutował rolą outsidera w horrorze sci-fi Obserwatorzy 3: Pokonać bestię (Watchers III, 1994). W 1996 roku zrealizował swój solowy album No Me Acuerdo Quien Fui, który promowały dwa single – „Esperame en el tren” i „Carreteras Mojadas”.
Po występach w telenowelach, m.in. Luz María (1998), stał się jednym z najbardziej rozpoznawalnych aktorów w Ameryce Łacińskiej. W hiszpańskim dramacie Nie mów nikomu (No se lo digas a nadie, 1998) u boku Santiago Magilla odegrał rolę homoseksualisty Gonzalo. W telenoweli Zorro (Zorro: La espada y la rosa, 2007) zagrał tytułową postać Diego de la Vega.
W dniu 13 sierpnia 1995 roku ożenił się z peruwiańską modelką Marisol Aguirre, mają trójkę dzieci; syna Stefano (ur. 1995) i dwie córki: Tairę (ur. 2001) i Gihę. Zamieszkali w Bogocie.
W 2009 roku zakończył prace nad kolumbijską superprodukcją pt. Doña Bárbara, powstałą na podstawie książki Rómulo Gallegosa o tym samym tytule. Serialowy amant wcielił się w rolę Santosa Luzardo u boku Edith González – tytułowej doñi Bárbary. W tamtym okresie aktor zaczął spotykać się z Génesis Rodríguez. Następnie zagrał w telenoweli Telemundo – Ktoś cię obserwuje. Można go również zobaczyć w kolumbijskim serialu Lynch z Natalią Oreiro w roli głównej.

## Filmografia
- 1998−1999: Luz María jako Gustavo Gonzálvez
- 1999: Izabella jako Fernando De Alvear
- 2004–2005: Dziedzictwo Luny jako Mauricio García-Duque Olazábal
- 2005−2006: Hacjenda La Tormenta jako Santos Torrealba/Santiago Guanipa